# Milíčov (Praha)
Milíčov je název lokality v městské části Praha 11, ve čtvrti a katastrálním území Háje. Zhruba tuto lokalitu ohraničují na severní straně ulice Opatovská a Výstavní, na východní a jižní straně rybníky Šáteček, Vrah, Homolka a Kančík, na západní straně ulice K Milíčovu a Hlavatého.  
S názvem lokality je také spojen nejen zdejší areál bývalého hospodářského dvora, ale i nedaleký Milíčovský les, blízká soustava rybníků a největší z nich – Milíčovský rybník, nebo uměle vytvořený Milíčovský vrch. Původně patřil do katastru Hostivaře.

## Historie a popis
Původ názvu Milíčov není jasný, pravděpodobně je odvozen od jména Milíč používaného ve středověku. Někdy je název dáván do souvislosti s Petrem Milíčovcem z Milíčova, který byl počátkem 15. století královským purkrabím hradu Most; hrad byl zbořen po třicetileté válce a na jeho místě vznikl novogotický hrad Hněvín. Tento Petr z Milíčova zemřel údajně roku 1416 ve Zvíkovci u Rokycan. Jinde je ale mostecký purkrabí uváděn jako Petr z Miličevse.
Název lokality upomíná na vísku či osadu Milíčov, která počátkem 18. století zanikla a je písemně zachycena až roku 1727, kdy bylo zapsáno, že všichni obyvatelé Milíčova, v němž byla dvě selská a dvě chalupnická hospodářství, již vymřeli. Bylo rozhodnuto, že osada patřící k průhonickému panství už nebude osídlena, a pozemky byly připojeny ke zdejšímu panskému dvoru.
Milíčov (Miltschau) je uveden na mapě Kouřimského kraje z roku 1773. Indikační skica z roku 1841 zachycuje na jižním okraji území obce Hostivař dvůr s názvem "Militschau". O něco jižněji na území Újezdu u Průhonic (v místech dnešního Milíčovského sadu – třešňovky) je "boehmisch Militschau". I podle pozdějších historických map v těchto místech existoval v 19. století hospodářský dvůr Milíčov a nedaleko také myslivna Milíčov (označovaná také jako Český Milíčov, později zanikla). Pro obytnou budovu dvora se v 19. století používalo i označení "zámeček", ten však byl počátkem 20. století zbořen a nahrazen novostavbou.
Výslovně zmiňuje Milíčov jako osadu zákon 114/1920 Sb. ze dne 6. února 1920, který stanovil sloučení sousedních obcí s Prahou (hned v § 1 uvádí připojení Hostivaře bez osad Miličova a Hájí).
Hospodářský dvůr byl pak od roku 1922 součástí obce Háje. Po roce 1948 v areálu působil Státní statek Milíčov, v roce 1951 přešel dvůr pod Státní statek Xaverov, který tu až do roku 1965 provozoval chov koní a hovězího dobytka. Od roku 1968 patří dvůr (čp. 100) do místní části a katastrálního území Háje v Praze. Nynějším vlastníkem je Hlavní město Praha; jsou tu provozovny služeb a řemesel a prodej stavebnin. V části dvora sídlí Jízdní oddíl pražské Městské policie, který má jižně od dvora výběhy pro koně.
Naproti dvoru je na západní straně Zoopark Milíčov (K Milíčovu 1036/6). Východně od dvora je také dešťová usazovací nádrž (DUN Milíčov) a cvičiště pro psy. V západní části lokality až k ulici Exnárova je sídlištní zástavba.

## Galerie

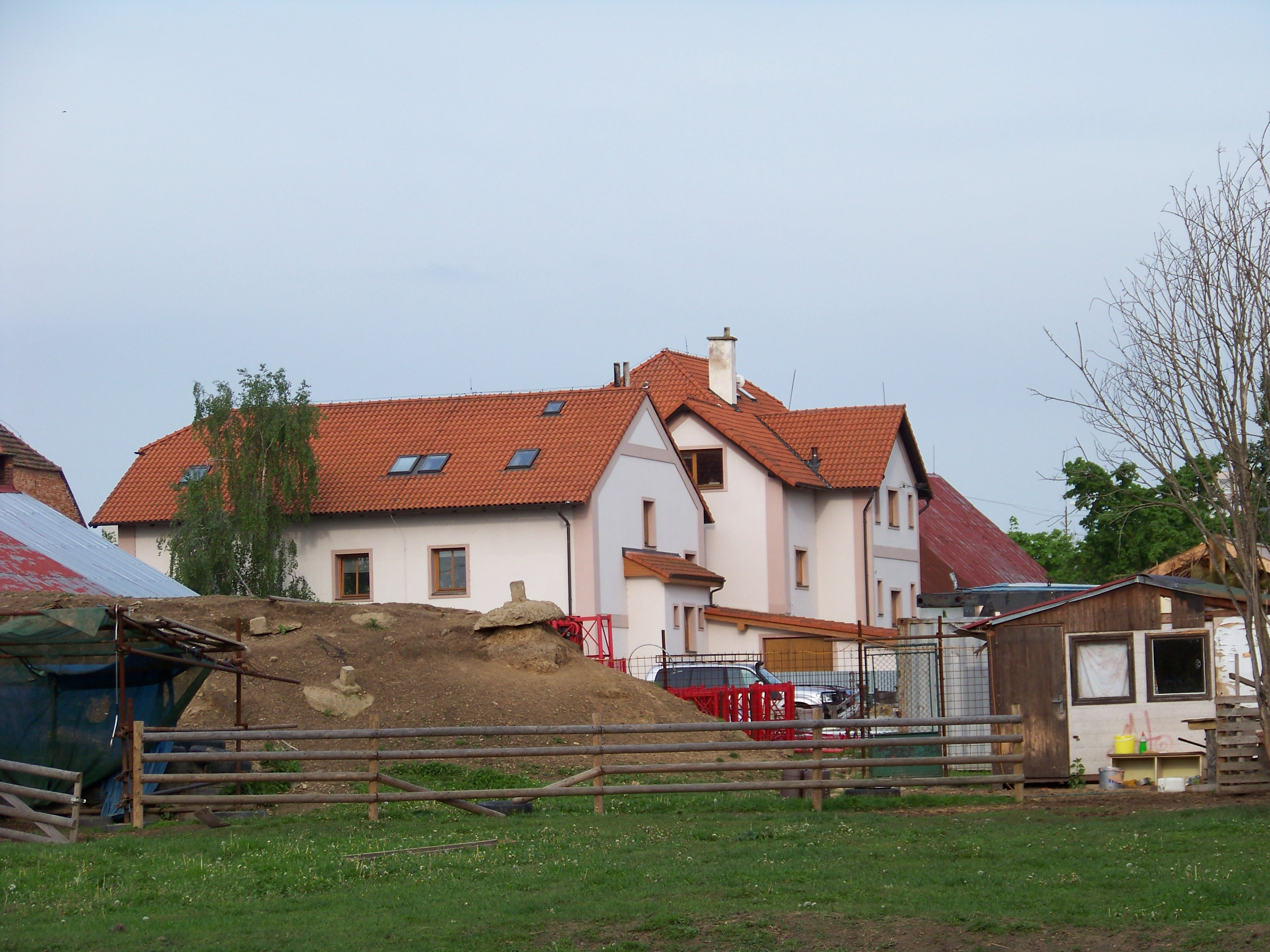
Dvůr Milíčov, východní strana (2010)
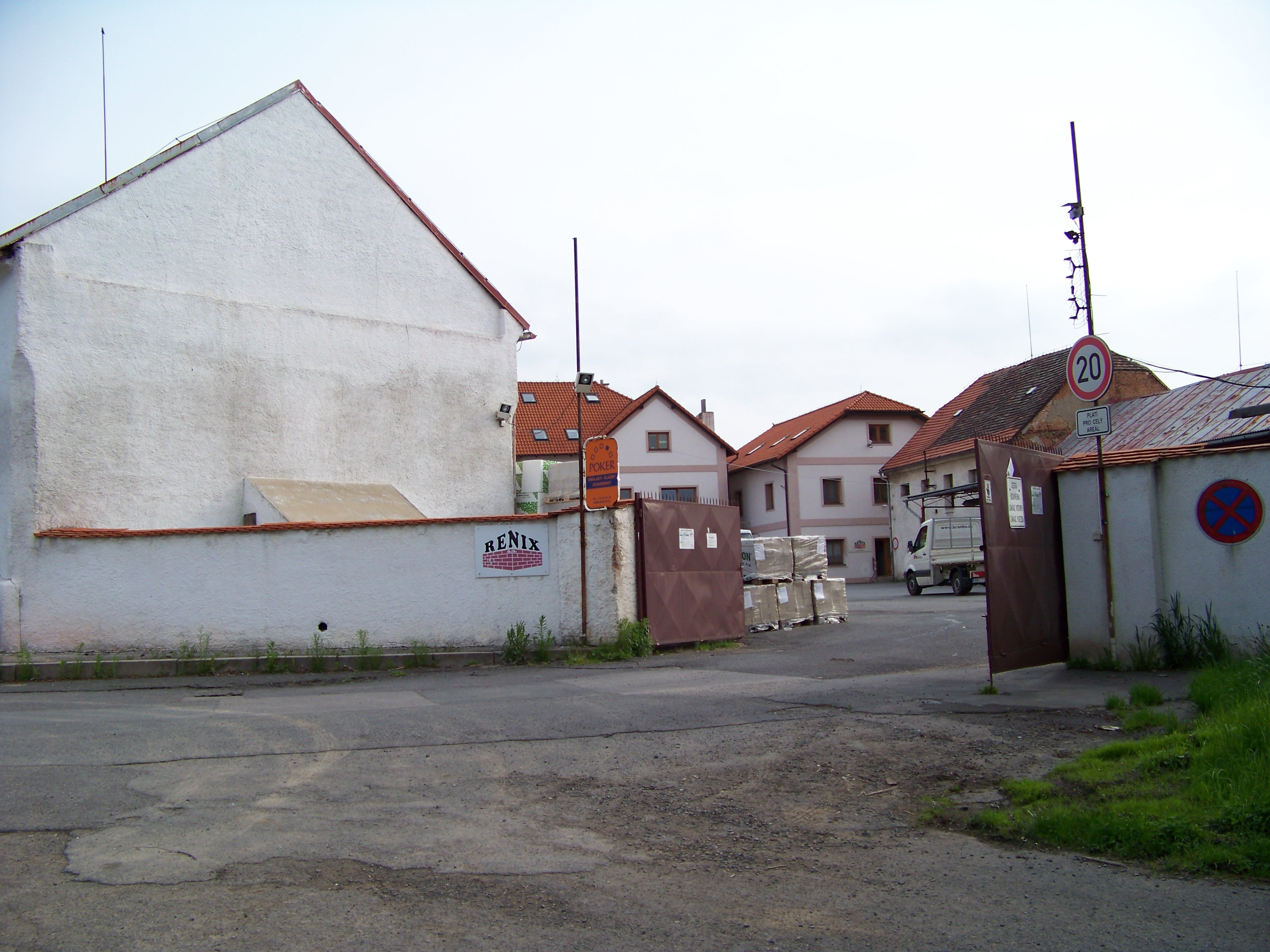
Hlavní vjezd do Milíčovského dvora (2014)
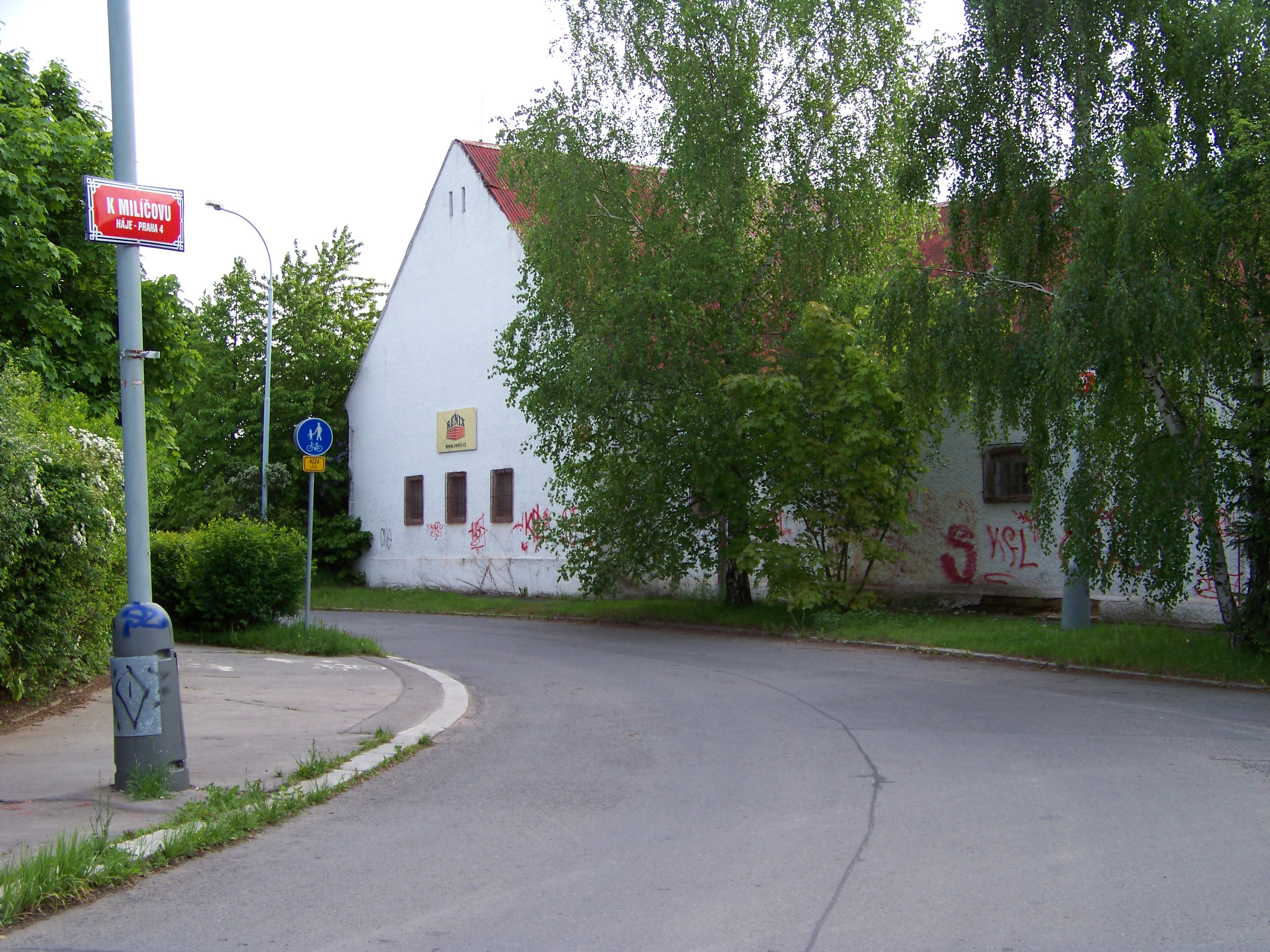
Dvůr Milíčov od ulice K Milíčovu (2010)
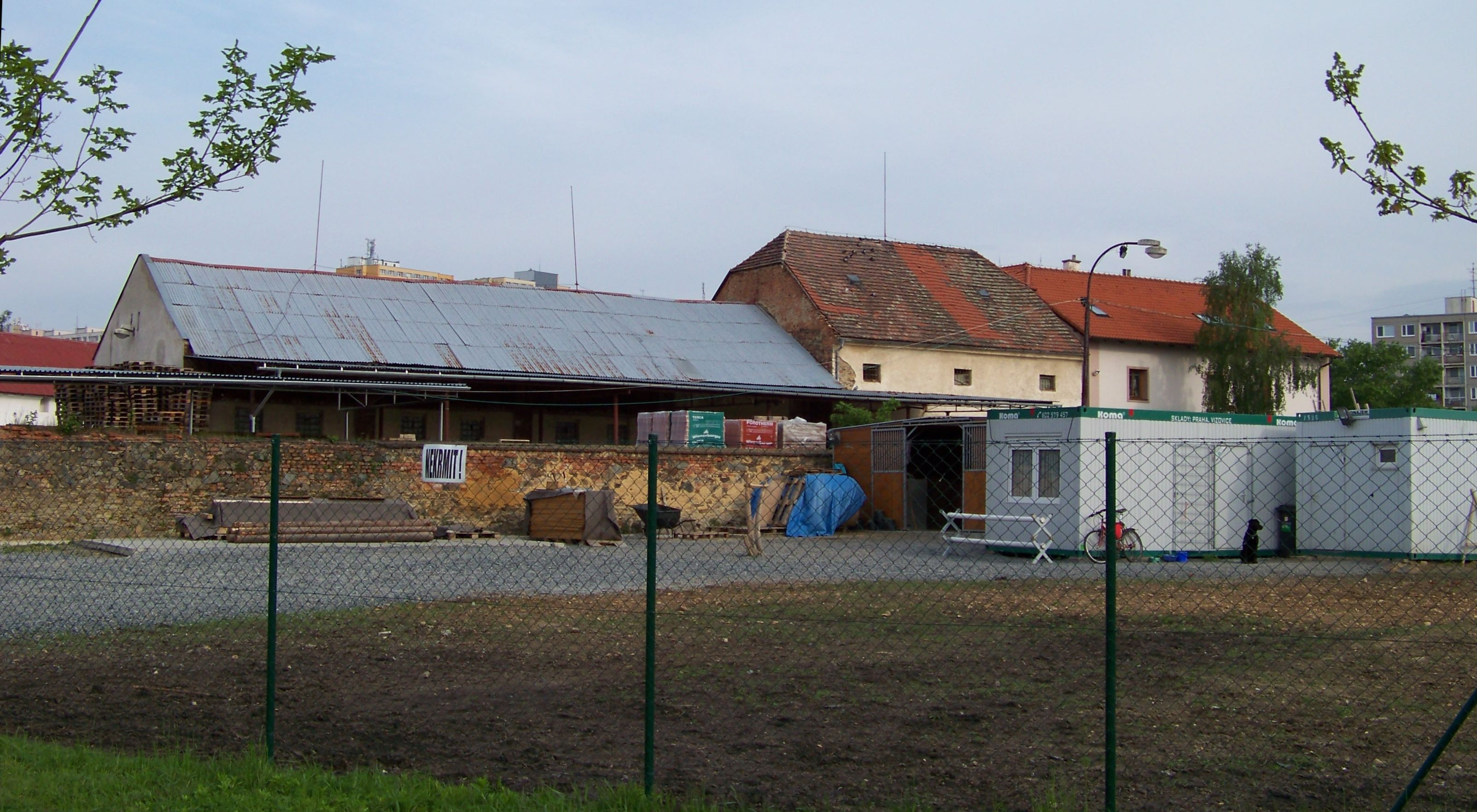
Základna jízdního útvaru městské policie (2010)
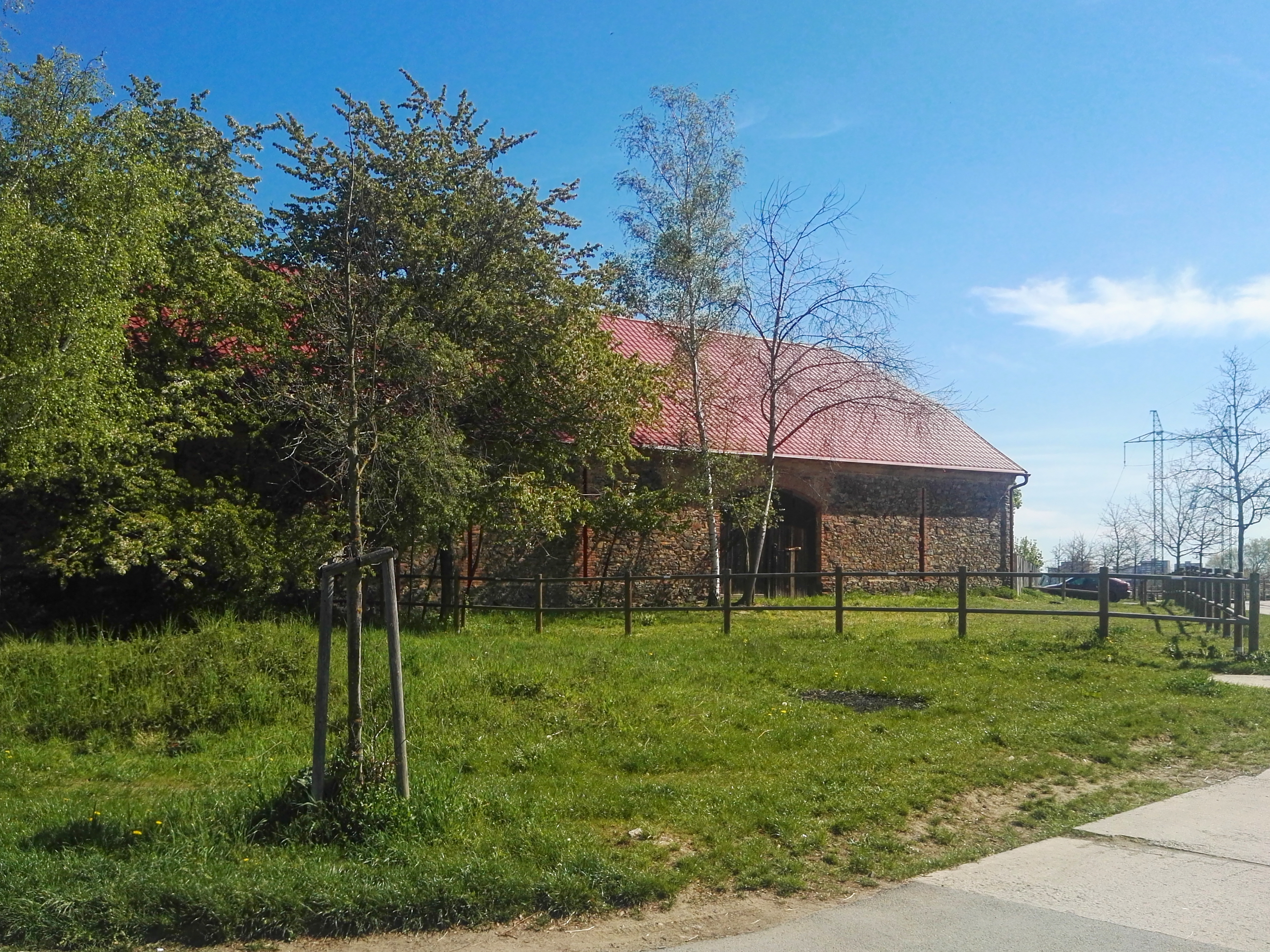
Dvůr Milíčov, jižní budova (2021)
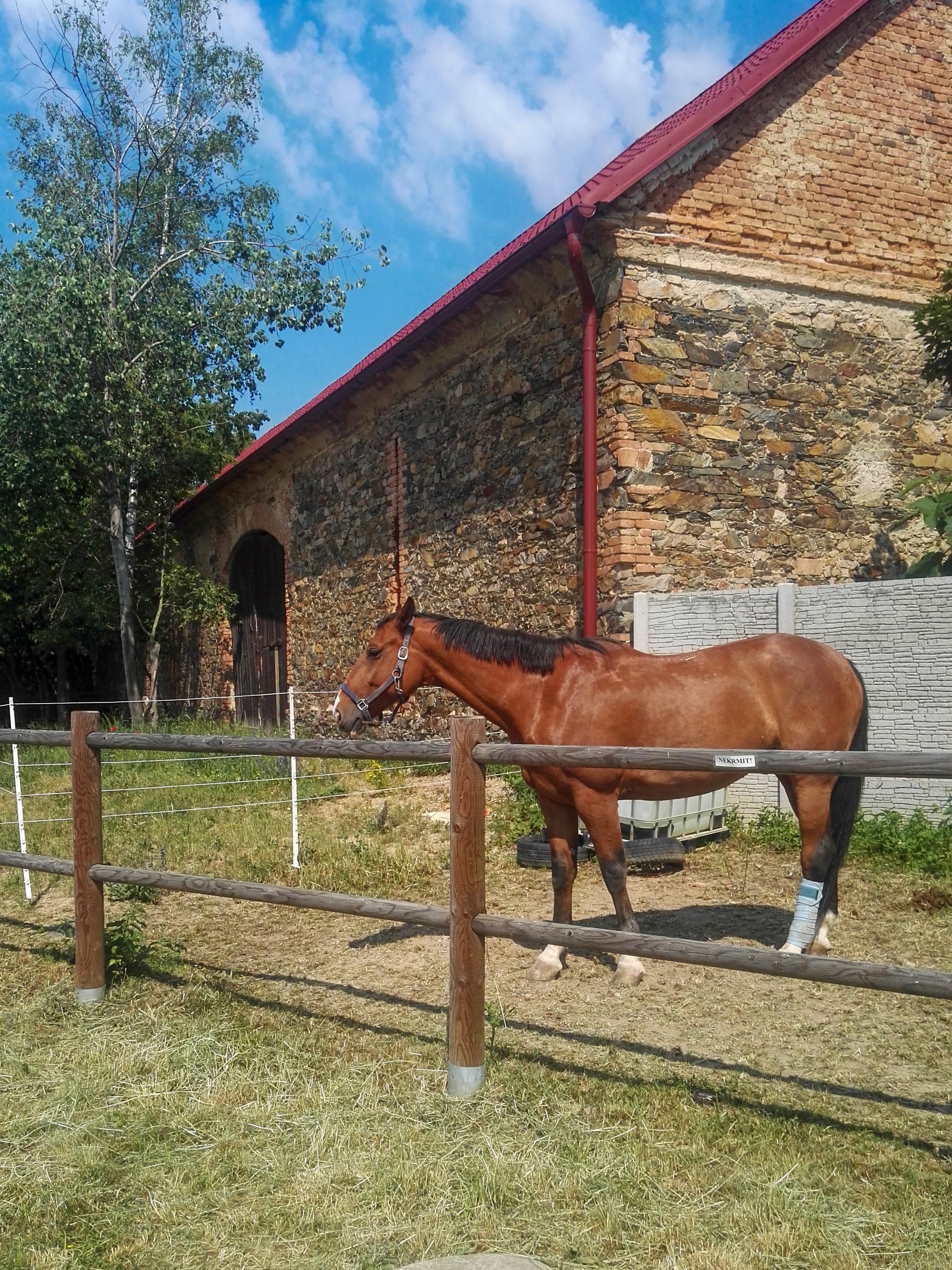
Milíčovský dvůr, výběh u jižní budovy